# 카하마르카주

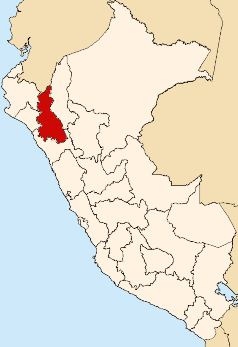
카하마르카 주의 위치

카하마르카주(스페인어: Departamento de Cajamarca)는 페루 북부에 위치한 주로 주도는 카하마르카이며 면적은 33,317.54 km2, 인구는 1,359,023명(2005년 기준)이다.
서쪽으로는 피우라 주와 람바예케 주, 남쪽으로는 라리베르타드 주, 동쪽으로는 아마소나스 주와 접하며 북쪽으로는 에콰도르와 국경을 접한다. 13개 군과 127개 구를 관할한다.